# آدام نواک
آدام نواک (لهستانی: Adam Nowak؛ زادهٔ ۲۸ سپتامبر ۱۹۶۳) خواننده، گیتارنواز و ترانه‌سرا اهل لهستان است.
از فیلم‌ها یا مجموعه‌های تلویزیونی که وی در آن‌ها نقش داشته‌است، می‌توان به داستان‌های عاشقانه اشاره نمود.